# Вилијам Квист
Вилијам Витвед Квист (рођ. Квист Јергенсен; Ренде, 24. фебруар 1985) бивши је дански професионални фудбалер који је играо на позицији везног играча за ФК Копенхаген и за репрезентацију Данске. 

## Признања

### Клупска
Копенхаген
- Суперлига Данске: 2005/06, 2006/07, 2008/09, 2009/10, 2010/11, 2015/16, 2016/17, 2018/19.
- Куп Данске: 2008/09, 2015/16, 2016/17.

### Појединачна
- Играч године Суперлиге Данске: 2010.
- Дански фудбалер године: 2010, 2011.
- Борац Купа Данске: 2016.